# Brendan Hill
Brendan Colin Charles Hill (nacido el 27 de marzo de 1970 en Londres, Inglaterra) es un estadounidense nacido en Inglaterra, más conocido por ser el batería y miembro original de la banda Blues Traveler.

## Historia
Hill es uno de los miembros originales de Blues Traveler. En 1983, mientras asistía a Princeton High School en Princeton, Nueva Jersey, Hill conoció alarmonicista John Popper, y  formaron Blues Band. Esta banda tocó mayoritariamente en fiestas y vieron a muchos guitarristas y bajistas venir y marcharse. En 1987, con la adición de Chan Kinchla a la guitarra y Bobby Sheehan al bajo, se rebautizaron "Blues Traveler".
Después de graduarse en el Princeton High School, Brendan (junto con John y Bobby) se matriculó en The New School for Social Research para estudiar música.
Hill actualmente vive en Bainbridge Island, Washington , y posee una tienda minorista de marihuana.

## Proyecto paralelo
En su tiempo libre, Brendan también es batería de la banda Stolen Ogre .  Brendan estuvo involucrado en la formación de esta banda con el compañero de H.O.R.D.E. Michael McMorrow y todavía toca con ellos según lo permite su agenda, pero Ogre tiene un batería permanente y hacen giras sin Hill. 